# Bono Dobroslav Nedić
Bono Dobroslav Nedić (Tolisa, 19. travnja 1841. – 2. siječnja 1903.), hrvatski pisac. 
Početne škole završio je u Tolisi, u franjevački red stupio 1857. Filozofsko-teološki studij vjerojatno je završio u Italiji. Proučavao narodne umotvorine, pisao kraće priče, povijesne sastave, ali i upute za poljoprivrednike. 

## Djela
- Dva zarobljenika-događaj iz sedamnaestog vijeka (1885.),
- Baron Josip Filipović ulazi s vojskom u Bosnu godine 1878. (pjesma, 1887.),
- Kratka povijest župe, crkve i samostana toliškog (1887.).),
- Uputstvo za gajenje šljiva (1889.).